# Bernard Boverton Redwood
Bernard Boverton Redwood (Finchley, Londres, 28 de novembre de 1874 – Hampstead, Londres, 28 de setembre de 1911) va ser un esportista anglès que disputà els Jocs Olímpics de Londres de 1908. En ells guanyà dues medalles d'or en la competició de motonàutica, en la Classe B i Classe C, formant part de la tripulació del Gyrinus junt a John Field-Richards i Isaac Thomas Thornycroft.